# Hjernevask
Hjernevask (norwegisch für „Gehirnwäsche“) ist eine mehrteilige Fernsehdokumentation des norwegischen Soziologen und Medienschaffenden Harald Eia aus dem Jahre 2010. Sie beschäftigte sich vor allem mit dem Thema „nature versus nurture“, also der Frage, ob vorrangig die Natur das Wesen eines Menschen bestimmt oder vielmehr die Kultur und Erfahrungen es prägen.

## Episoden
| Nr. | Titel                                                   | Interviewpartner | Erstausstrahlung |
| --- | ------------------------------------------------------- | --- | ---------------- |
| 1   | Likestillingsparadokset(Das Gleichstellungsparadox)     | Anniken Huitfeldt, Jørgen Lorentzen, Cathrine Egeland, Camilla Schreiner, Simon Baron-Cohen, Richard Lippa, Anne Campbell, Trond Diseth | 1. März 2010     |
| 2   | Foreldreeffekten(Der Eltern-Effekt)                     | Gudmund Hernes, Willy Pedersen, Judith Rich Harris, Hans Olav Tungesvik, Robert Plomin | 8. März 2010     |
| 3   | Homo / hetero                                           | Sturla Berg Johansen, Thomas Folkestad, Jørgen Lorentzen, Agnes Bolsø, Nils Axel Nissen, Gerulf Rieger, Ricard Lippa, Simon LeVay, Arve Sørum, Glenn Wilson | 15. März 2010    |
| 4   | Vold(Gewalt)                                            | Hedda Giertsen, Richard Nisbett, Erling Sandmo, Ingvild Forbord, Marit Clementz, Steven Pinker, Ragnhild Bjørnebekk, Inger Lise Lien, David Buss | 22. März 2010    |
| 5   | Tilfeldig sex(Gelegenheitssex)                          | Willy Pedersen, Jørgen Lorentzen, Leif Edward Kennair, Anne Campbell, Gro Isachsen, Martine Aurdal, Richard Lippa, David Buss | 5. April 2010    |
| 6   | Rase(Rasse)                                             | Trond Thorbjørnsen, Knut Olav Åmås, Dag Undlien, Dag O. Hessen, Cathrine Sandnes, John Ertzgaard, Gregory Cochran, Richard Lynn, Richard Nisbett, Charles Murray, Sam Pierre Mendy                                                                              | 12. April 2010   |
| 7   | Født sånn eller blitt sånn(So geboren oder so geworden) | Jørgen Lorentzen, Knut Olav Åmås, Agnes Bolsø, Trond H. Diseth, Nils Axel Nissen, Martine Aurdal, Hedda Giertsen, Cathrine Egeland, Tom Colbjørnsen, Simon Baron-Cohen, Steven Pinker, Leif Edward Ottesen Kennair, Philip Skau, Vigdis Bunkholdt, Simon LeVay. | 19. April 2010   |

### Das Gleichstellungsparadox
In der ersten Episode greift Eia das sogenannte Gleichstellungsparadox auf. Das Gleichstellungsparadox („gender equality paradoxon“) bezeichnet den Umstand, dass sich die meisten Frauen in Ländern mit hohen Werten im Gleichstellungsindex und trotz intensiver staatlicher Fördermaßnahmen für andere Berufe entscheiden als die meisten Männer – und umgekehrt, dieser Effekt in Ländern im niedrigen Werten im Gleichstellungsindex aber deutlich schwächer ausfällt.
Eia geht in der 1. Folge der Frage nach, wie dieses Paradoxon erklärt werden kann. Dazu befragt er in seinem Film einerseits Vertreter der Gender Studies aus Norwegen und andererseits renommierte psychologische Forscher und Naturwissenschaftler: den US-amerikanischen Psychologen Richard Lippa, den norwegischen Mediziner Trond H. Diseth, den britischen Psychologen Simon Baron-Cohen und die britische Psychologieprofessorin Anne Campbell. Hierbei sind deutliche Meinungsverschiedenheiten unübersehbar. Während die Vertreter des Genderforschung vorrangig von der Annahme ausgehen, dass die Geschlechterrollen erlernt und entscheidend von der Umwelt geprägt seien, erklären die anderen befragten Wissenschaftler, dass auch die Biologie starken Einfluss habe.
Eia kommt zu der Schlussfolgerung, dass die biologischen Voraussetzungen des Geschlechtlichen von Gender-Theoretikern nicht ausreichend gewürdigt werden.

### Der Eltern-Effekt
Die 2. Folge untersucht die Fragen, wie viel Einfluss Eltern auf ihre Kinder haben und bis zu welchem Grad Intelligenz vererbt ist.

### Homo / hetero
Folge 3 behandelt folgende Fragen:
- Inwieweit ist die sexuelle Präferenz angeboren?
- Gibt es Unterschiede zwischen Hetero- und Homosexuellen?
- Ist Homosexualität ein Ergebnis einer Wahl oder ist sie angeboren?

### Gewalt
Die 4. Folge widmet sich der Frage, ob Menschen aus bestimmten Kulturen aggressiver sind als Menschen anderer Sozialisation.

### Gelegenheitssex
In der 5. Folge geht Harald Eia der Frage nach, ob es biologische Ursachen dafür gibt, dass Männer eine größere Neigung als Frauen hätten, sexuelle Beziehungen ohne Verpflichtungen einzugehen.

### Rasse
Das Thema der 6. Folge ist die Frage, ob es bedeutsame genetische Unterschiede zwischen verschiedenen Rassen gibt.
Harald Eia zeigt zuerst ein Treffen  mit dem politischen Aktivisten Trond Thorbjørnsen, einem Softwarespezialisten, der zur Zeit des Films der norwegischen Division von SOS Racisme, einer antirassistischen Institution, vorstand. Thorbjørnsen bestreitet im Film, dass der Begriff Rasse überhaupt sinnvoll ist und nennt ihn einen Mythos, es gebe keine Menschenrassen. Eia macht sich trotzdem auf den Weg zu prüfen, ob der Begriff Rasse bedeutsam ist, was Rassen gegebenenfalls sind und wie viel sie unterscheidet. Dabei wird er bald mit der Aussage konfrontiert, dass die Rassen genetisch angeblich zu 90 % übereinstimmten und deshalb eventuelle Rassenunterschiede unerheblich seien; der Genetiker Dan Undlien, den er später befragt, setzt den Wert der Übereinstimmung sogar noch höher an. Eia stellt fest, dass der prozentuale Grad an genetischer Übereinstimmung oder genetischer Unterschiede verschieden ausgelegt werden könne. Dies ergibt sich schon daraus, dass nicht alle Gene gleich große Auswirkungen haben. Zudem konstatiert Undlien, der interviewte Genetiker, dass auch das Genom von Schimpansen sich von Menschen nur um ca. 1,5 % unterscheide. Die genannten vermeintlich geringen prozentualen Unterschiede zwischen menschlichen Rassen ermöglichen demnach alleine kein Urteil über die Bedeutsamkeit dieser Unterschiede.

### So geboren oder so geworden
Die siebte und letzte Folge geht der Frage nach, ob die Persönlichkeit eines Menschen erlernt sei oder vor allem auf biologischer Vererbung beruhe.

## Auswirkungen
Der Film führte in Norwegen zu langanhaltenden Diskussionen über den Sinn der Genderforschung und des Gender Mainstreamings. Kontroversen provozierte speziell das sogenannte Gleichstellungs-Paradox – die Feststellung, dass norwegische Frauen trotz Frauenquote, Frauenförderung und bemüht geschlechtsneutraler Erziehung häufiger frauentypische Berufe wählen als Frauen aus Ländern mit weniger Frauenförderung. (Norwegen hat bezüglich Gender-Fragen den sechsten Platz im human development report 2011 der UN inne.)
Anlässlich der Verleihung des Theodor-W.-Adorno-Preises an die Queer-Theoretikerin, Philosophin und Literaturwissenschaftlerin Judith Butler sprach sich Bettina Röhl in ihrer Kolumne „Bettina Röhl direkt“ in der Wirtschaftswoche gegen die, so Röhl, „Gender-Ideologie“ aus und schrieb, in Norwegen sei, unter anderem auch wegen dieser Dokumentation „die staatlich mit fast 60 Millionen Euro jährlich subventionierte Gender-Forschung gerade Knall auf Fall quasi wegen erwiesener Scharlatanerie gestrichen worden.“

## Kritik
Mehrere Interviewpartner Eias kritisierten die Fernsehreportage vor und nach ihrer Ausstrahlung. Jørgen Lorentzen, einer der interviewten norwegischen Literaturwissenschaftler bemängelte, dass er von Eia verkürzt wiedergegeben worden sei. Er brachte eine Beschwerde beim norwegischen Presserat (PFU) ein, der jedoch keine unzulässige Berichterstattung durch den öffentlich-rechtlichen Sender NRK feststellte.

## Ehrungen
Harald Eia wurde von der Stiftung Fritt Ord für seine Serie mit dem Freedom of Expression Tribute 2010 ausgezeichnet, weil er mit der Serie eine hitzige Debatte über Forschung ausgelöst hat.